# Tori
|  | No s'ha de confondre amb Torí o Tory. |

El tori és l'element químic de símbol Th i nombre atòmic 90. És un metall lleugerament radioactiu i de color argentat que amb l'exposició a l'aire perd el llustre i forma diòxid de tori. El seu isòtop Th 230 s'empra en datació absoluta de material carbonatats (ossos, dents, espeleotemes, coralls...). El seu òxid s'empra en la fabricació d'algun tipus de lents.

## Història

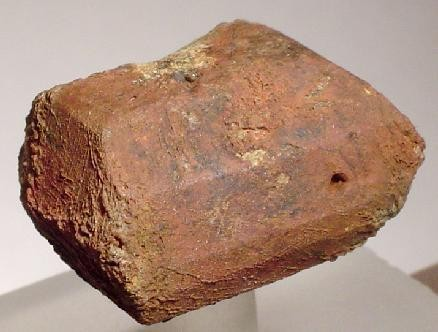
Torita (Th,U)SiO4.

El tori fou descobert el 1829 pel químic suec Jöns Jakob Berzelius (1779–1848) després d'aïllar-lo d'un mineral descobert a l'illa de Løvøya (Noruega) per Hans Morten Thrane Esmark (1801–1882), vicari i mineralogista aficionat del comtat de Telemark també a Noruega. Berzelius li posà el nom inspirant-se en Thor, el déu del tro en la mitologia nòrdica i també donà nom al mineral del qual aïllà l'element, torita, un nesosilicat de tori i urani {\displaystyle {\ce {(Th,U)SiO4}}}. Curiosament, Berzelius havia utilitzat el nom tori uns anys abans per a un altre element que creia haver descobert i que en realitat resultà ser itri, ja conegut llavors, per la qual cosa decidí reutilitzar aquest nom.

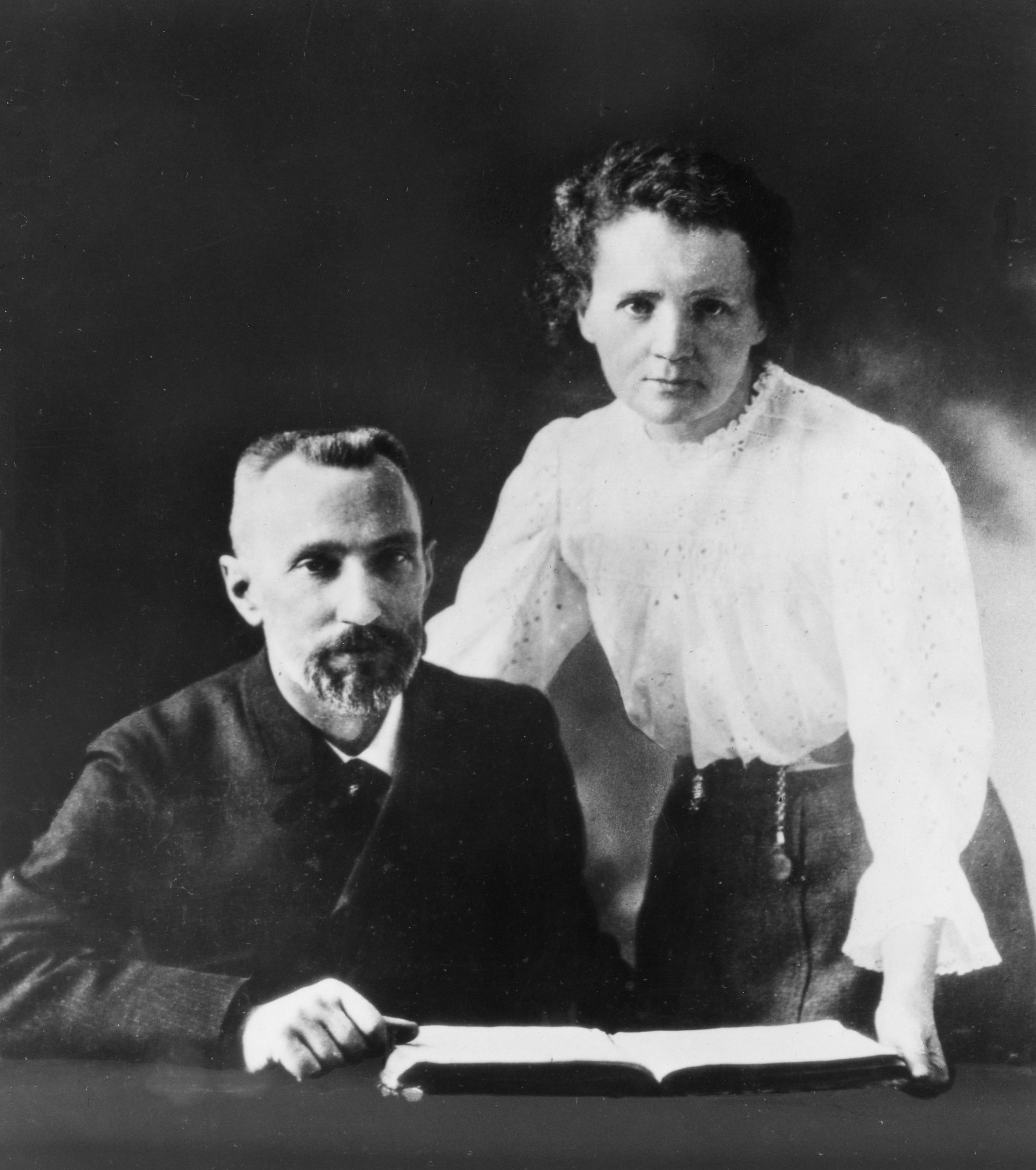
El matrimoni Curie.

El seu caràcter radioactiu el descobriren pràcticament alhora el químic alemany Gerhard Schmidt i el matrimoni de físics format per la polonesa Marie Skłodowska Curie (1867–1934) i el francès Pierre Curie (1859–1906) el 1898. El tori fou el segon element, després de l'urani, en què s'observà radioactivitat. Aquesta propietat continuà sent estudiada per Ernest Rutherford (1871-1937) i Robert Bowie Owens (1870–1940) que permeteren el descobriment del radó, un dels integrants de la sèrie de desintegració radioactiva del tori.
No es trobà cap utilitat pel metall fins a l'any 1885, que es començà a usar en camises per a llums de gas.
El nom ioni (ionium), amb el símbol Io, fou donat en un estudi anterior d'elements radioactius a l'element que es formava amb nombre màssic 230 de la cadena de descomposició radioactiva de l'urani-238. Posteriorment, es va descobrir que el ioni i el tori eren el mateix element.

## Estat natural i obtenció
El tori és una mica més comú a la natura que l'urani, amb un contingut mitjà a l'escorça terrestre de 10 ppm (en comparació, l'abundància mitjana de plom és d'unes 16 ppm a l'escorça terrestre). El contingut de tori a l'aigua de mar és inferior a 0,5 × 10–3 g/m³, que és menor al de l'urani perquè el tori només existeix com a forma tetravalent de baixa solubilitat mentre que en el cas de l'urani els estats d'oxidació amb més solubilitat, com el VI, també existeixen i, per tant, augmenten la solubilitat total.

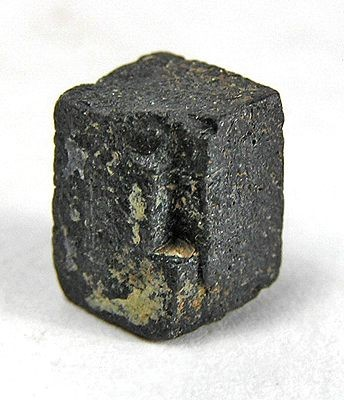
Torianita ThO2.

En els minerals, el tori existeix principalment com a òxid, però també existeixen silicats i fosfats. Es coneixen setanta-un minerals que contenen tori. Els que en presenten en una proporció superior al 50 % són: torianita {\displaystyle {\ce {ThO2}}} 87,88 %, torogummita {\displaystyle {\ce {Th(SiO4)_{1-x}\! . \! (OH)_{4x}}}} 72,13 %, huttonita {\displaystyle {\ce {ThSiO4}}} 71,59 %, torita {\displaystyle {\ce {ThSiO4}}} 71,59 % i brabantita {\displaystyle {\ce {CaTh(PO4)2}}} 50,22 %.
Tanmateix, el mineral de tori més comú és la monazita, un fosfat de terres rares de color marró daurat que conté 1-15 % d'òxid de tori {\displaystyle {\ce {ThO2}}} i normalment 0,1-1 % d'octaòxid de triurani {\displaystyle {\ce {U3O8}}}. També es troba en petites quantitats en granit i gneis. Les reserves de tori identificades a tot el món són d'aproximadament 6,4 milions de tones de tori. Els jaciments es troben sobretot a Austràlia, al Brasil, a l'Índia i als Estats Units. L'Índia té els majors jaciments (850 000 tones), seguit del Brasil (630 000 tones) i Austràlia i els Estats Units (600 000 tones cadascun).

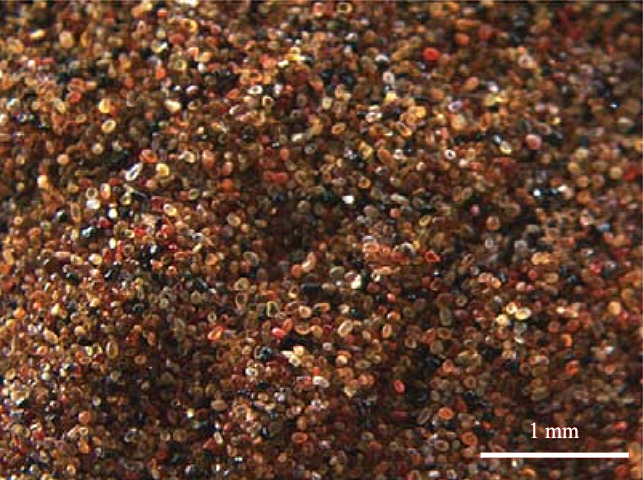
Arena de monazita.

Com que el tori sovint es produeix amb altres metalls valuosos (a més dels lantanoides) com el niobi, l'urani i el zirconi, es pot produir com a subproducte. El procediment que s'utilitza per produir tori és partir d'arena de monazita. L'arena es digereix amb àlcali concentrat calent que converteix l'òxid {\displaystyle {\ce {ThO2}}} en hidròxid {\displaystyle {\ce {Th(OH)3}}}. L'hidròxid filtrat es dissol en àcid clorhídric i el pH s'ajusta entre 5 i 6, que precipita l'hidròxid de tori però no la fracció principal dels elements lantanoides. L'hidròxid de tori es dissol en àcid nítric i s'extreu selectivament amb metil isobutil cetona o tributil fosfat en querosè. Això dona una solució orgànica força pura de nitrat de tori {\displaystyle {\ce {Th(NO3)4}}}. El tori s'elimina de la fase orgànica mitjançant el rentat amb solució alcalina.
Per al cas de la producció de Th-234 es fa convenientment a partir d'una solució d'èter que conté nitrat d'uranil {\displaystyle {\ce {UO2(NO3)2}}}. En entrar en contacte amb l'aigua, el tori passa a la fase aquosa. A continuació, aquesta fase residual es fa passar per una columna de bescanvi catiònic, es renta amb àcid clorhídric de 6 mol/l i després s'elueix amb àcid oxàlic 0,5 mol/l. L'àcid oxàlic s'elimina de la solució per combustió humida i la solució restant es torna a passar per una columna de bescanvi catiònic i es repeteix el procediment. En l'últim pas, la fase aquosa restant es dilueix en l'àcid desitjat i la solució de reserva està preparada.

## Propietats

### Propietats físiques
En estat pur, el tori és un metall blanc argentat de punt de fusió 1 750 °C, punt d'ebullició 4 788 °C i densitat 11,7 g/cm³. La seva estructura cristal·lina és cúbica centrada a les cares fins a 1 360 °C i cúbica centrada en el cos a partir d'aquesta temperatura fins al punt de fusió.

### Propietats químiques

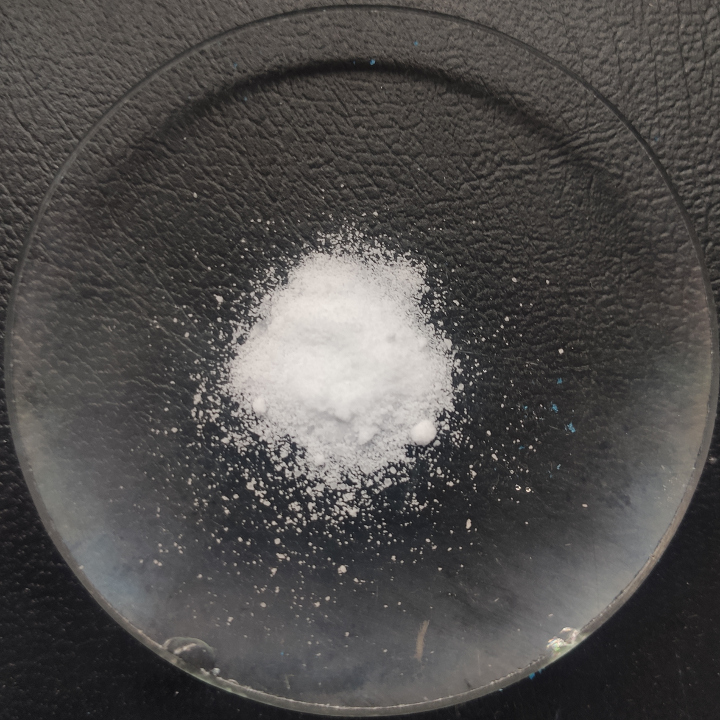
Nitrat de tori.

El tori presenta un estat d'oxidació de +4 en gairebé tots els seus compostos. L'ió {\displaystyle {\ce {Th^4+}}} forma molts ions complexos. L'òxid de tori {\displaystyle {\ce {ThO2}}}, és una substància molt refractària, té moltes aplicacions industrials, té un dels punts de fusió més elevats de tots els òxids (3 300 °C).; el nitrat de tori {\displaystyle {\ce {Th(NO3)4}}}ha estat disponible com a sal comercial. Quan s'escalfa en presència d'aire, el tori metàl·lic s'encén i crema amb una brillant flama blanca.
S'enfosqueix amb una exposició prolongada a l'aire. El metall finament dividit és pirofòric a l'aire. El metall no és atacat per hidròxids alcalins. L'àcid clorhídric ataca el metall amb força, deixant fins a un 25 % com a residu no dissolt; l'àcid nítric passiva (protegeix formant una capa d'òxid) el metall; l'àcid fluorhídric i l'àcid sulfúric diluïts, i l'àcid fosfòric concentrat i l'àcid perclòric ataquen lentament el tori, amb despreniment d'hidrogen:
{\displaystyle {\ce {Th(s) + 2 H2SO4(aq) -> Th(SO4)2(aq) + 2 H2(g)}}}

## Isòtops

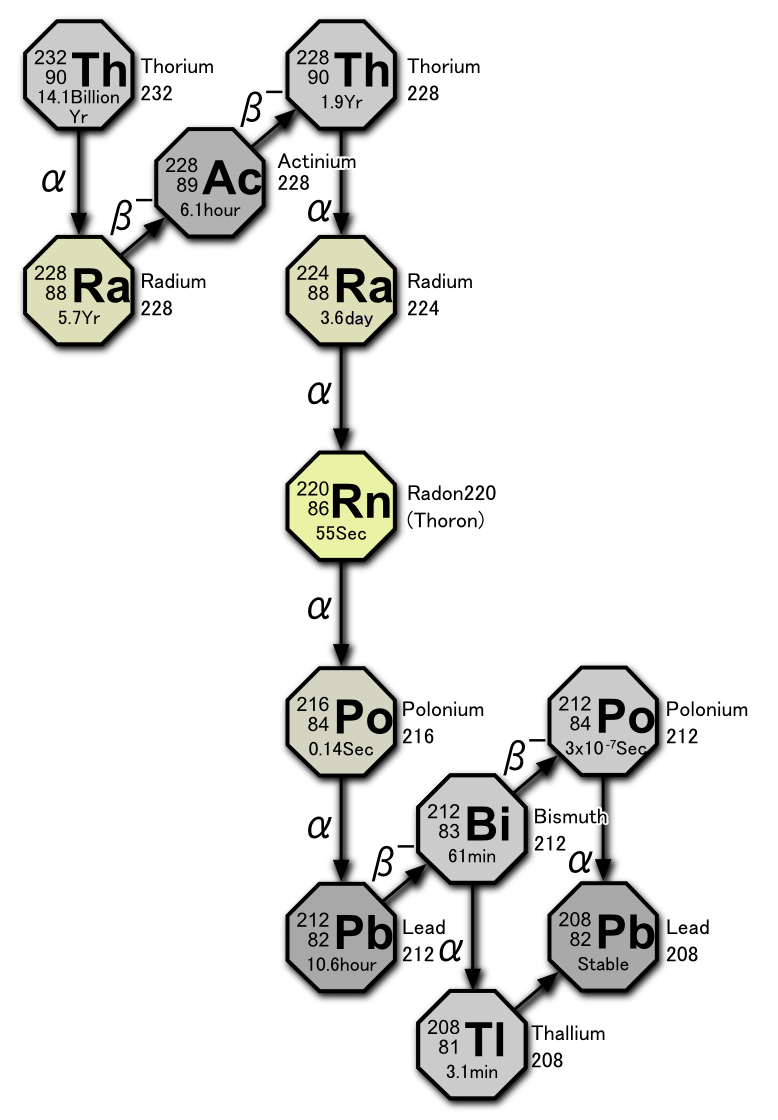
Cadena de desintegració del tori.

Es coneixen trenta-quatre isòtops del tori que van del tori 208 al tori 239. A la natura hom troba els isòtops: Th-227 (període de semidesintegració t½ = 18,7 d), Th-228 (t½ = 1,91 a), T-229 (t½ = 7 932 a), Th-230 (t½ = 7,54 × 104 a), Th-231 (t½ = 25,5 h), Th-232 (t½ = 1,405 × 1010 a) i Th-234 (t½ = 24,1 d). Tanmateix, el tori natural consisteix gairebé al 100 % en pes de l'isòtop de vida més llarga, el Th-232, que és el núclid pare de la sèrie de desintegració del tori. La radioactivitat específica del tori (4,06 MBq/kg) és inferior a la de l'urani i sovint es tracta com un element no radioactiu. Per als estudis de traçadors radioactius, el radionúclid Th-234 (t½ = 24,1 d) se sol separar de l'urani natural.
El tori 232 és el primer radionúclid de la cadena de desintegració natural del tori que acaba en el plom 208. El tori 232 es desintegra emetent una partícula α i dona radi 228:
{\displaystyle {\ce {^232_90Th -> ^228_88Ra + ^4_2He}}}

## Aplicacions

### Datació

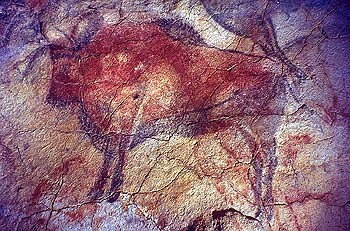
La datació urani-tori s'ha emprat en coves que foren habitades, com les d'Altamira.

La presència de Th-230 a la cadena de desintegració del U-238 ha permès que aquest radionúclid sigui utilitzat en tècniques de datació absoluta. La datació urani-tori és una tècnica de datació radiomètrica comunament utilitzada per a descobrir l'edat de materials formats per carbonat de calci, com ara espeleotemes, coralls, ossos i dents. Amb aquesta tècnica s'han fet datacions de fins a 300 000 anys.

Com que els composts d'urani són solubles a l'aigua de mar, mentre que els composts de tori són força insolubles, els isòtops de tori produïts per la desintegració de l'urani a l'aigua de mar es precipiten i s'incorporen fàcilment als sediments. Un d'aquests isòtops de tori, el tori 230 (també conegut com a ioni), té una vida mitjana d'uns 75 400 a, cosa que el fa adequat per datar sediments de fins a 400 000 anys. La datació precisa mitjançant la mesura del tori 230 sol requereix que la velocitat de sedimentació sigui constant amb el temps, una suposició que no es compleix per a molts sediments; qualsevol tori 232 present a l'aigua de mar també precipitarà, i la desintegració de la proporció de tori 230 a tori 232 es pot utilitzar com a mesura del temps. Aquest mètode, anomenat datació ioni-tori, no requereix una velocitat constant de sedimentació de tori 230 sinó simplement que els dos isòtops es precipitin en una proporció constant.

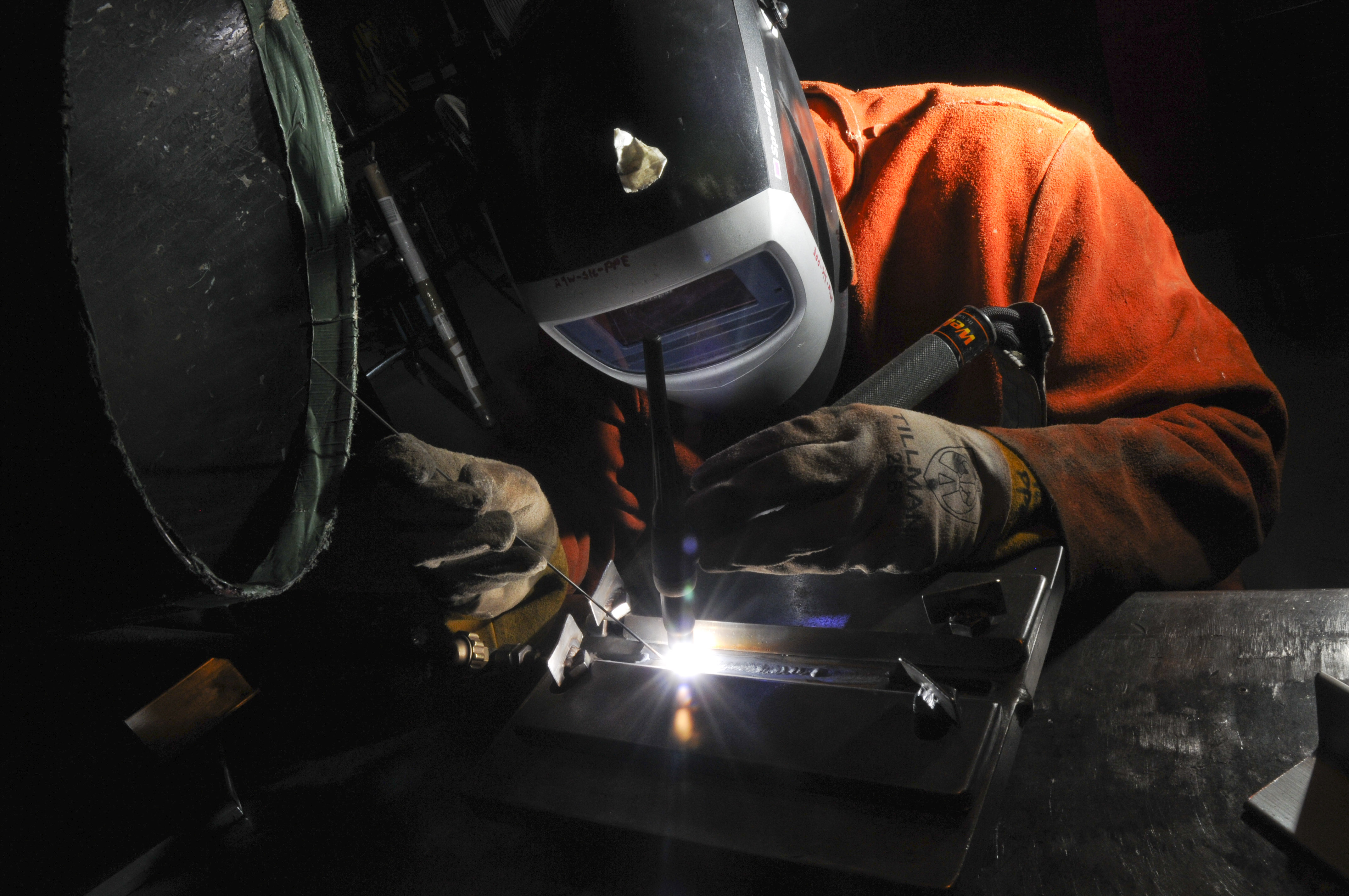
Soldadura amb elèctrodes de tungstè.

### Indústria metal·lúrgica
El tori s'afegeix a aliatges de magnesi usats en els motors de les aeronaus per a augmentar-ne la resistència a les altes temperatures (l'òxid de tori fon a 3 300 °C). En el mètode de soldadura elèctrica TIG (Tungsten Inert Gas) per a aliatges d'alumini, magnesi i acer inoxidable es fan servir elèctrodes de tungstè amb una petita quantitat d'òxid de tori (2 %), que augmenta el corrent i la duració de l'elèctrode i facilita la formació i l'estabilitat de l'arc.

### Generació d'energia
La impossibilitat d'aconseguir la massa crítica suficient en el cas del Th-232 donà lloc al fet que es descartés aquest element com a combustible per a armament nuclear. És probable que aquesta fos una de les raons per les quals no es continuà investigant la possibilitat del seu ús com a combustible en centrals nuclears encara que quan aquest element és bombardejat amb neutrons, genera U-233 fissible. Tot i que de vegades se n'ha plantejat la utilització com a alternativa a l'energia nuclear tradicional, basada en l'urani enriquit, l'ús del tori no elimina el problema dels residus associats a aquest tipus d'energia.

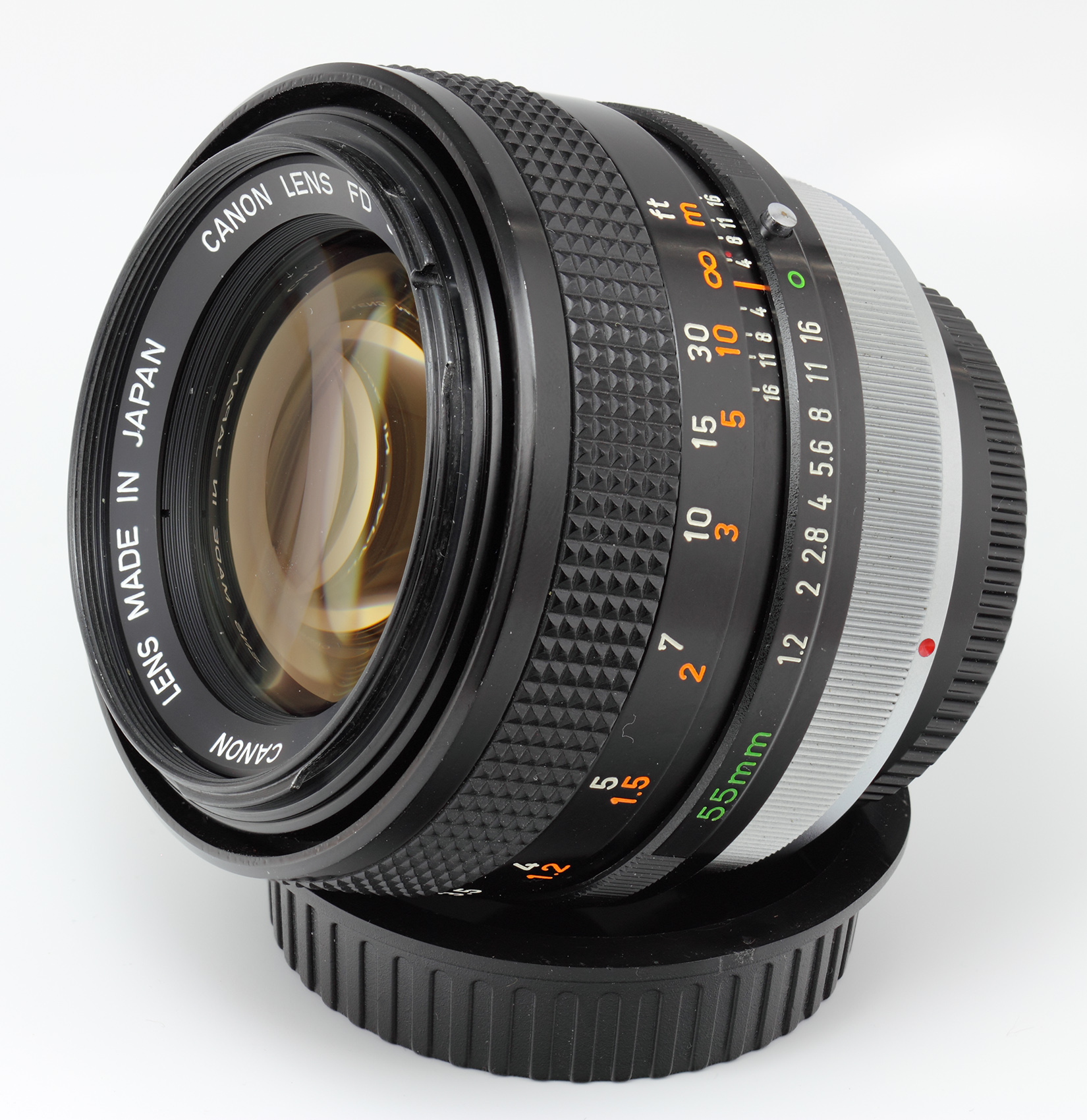
Objectiu Canon FD 55 mm f-1.2 fabricades amb vidre que conté tori.

Les camises dels fanals de butà utilitzen actualment l'itri (no radioactiu) en substitució del tori (radioactiu). La camisa de teixit que envolta el cremador brilla amb una llum blanca (no relacionada amb la radioactivitat) quan s'escalfa.
El recobriment amb tori dels elèctrodes de tungstè millora l'emissió d'electrons en els càtodes calents de certes làmpades.

### Altres
L'òxid de tori s'afegeix al vidre que s'utilitza per a fabricar lents d'alta qualitat en càmeres i instruments científics, ja que n'augmenta l'índex de refracció i disminueix la dispersió. S'empra com a catalitzador en la conversió d'amoníac a àcid nítric, en la refinació del petroli i en la producció d'àcid sulfúric. L'òxid de tori també es fa ús en materials de laboratori refractaris.

## Toxicitat
Si s'inhala com a pols, una mica de tori pot romandre als pulmons durant llargs períodes, depenent de la forma química. Si s'ingereix, el tori normalment abandona el cos a través de la femta i l'orina en uns quants dies. La petita quantitat de tori que queda al cos entrarà al torrent sanguini i es dipositarà als ossos on pot romandre durant molts anys. La inhalació de pols de tori pot augmentar el risc de desenvolupar càncer de pulmó o d'os.